# Ернст Гуфшмід
Ернст Гуфшмід (нім. Ernst Hufschmid, 4 грудня 1913, Базель — 30 листопада 2001) — швейцарський футболіст, що грав на позиції півзахисника за клуб «Базель», а також національну збірну Швейцарії. По завершенні ігрової кар'єри — тренер.
Володар Кубка Швейцарії. 

## Клубна кар'єра
У футболі дебютував 1929 року виступами за «Базель», кольори якого і захищав протягом усієї своєї кар'єри гравця, що тривала цілих двадцять років. 

## Виступи за збірну
1932 року дебютував в офіційних матчах у складі національної збірної Швейцарії. Протягом кар'єри у національній команді, яка тривала 3 роки, провів у її формі 11 матчів, забивши 1 гол.
У складі збірної був учасником чемпіонату світу 1934 року в Італії, де зіграв проти Нідерландів (3-2) і Чехословаччини (2-3).

## Кар'єра тренера
Розпочав тренерську кар'єру, ще продовжуючи грати на полі, 1947 року, очоливши тренерський штаб клубу «Базель».
Останнім місцем тренерської роботи був клуб «Брайтенбах», головним тренером команди якого Ернст Гуфшмід був з 1956 по 1957 рік.
Помер 30 листопада 2001 року на 88-му році життя.

## Титули і досягнення
- Володар Кубка Швейцарії (1):

«Базель»: 1932-1933